# Mare Fecunditatis
Mare Fecunditatis (el "Mar de la Fecunditat" o "Mar de la Fertilitat") és un mar lunar de 840 km de diàmetre. La conca de Fecunditatis va ser formada en el període Prenectarià, mentre que el material de la conca que envolta el mar és del nectarià. El material del mar és del període imbrià superior i és relativament prim comparat al Mare Crisium o Mare Tranquillitatis. Aquesta conca és superposada amb les conques Nectaris, Tranquillitatis, i Crisium. La conca de Fecunditatis coneix la de Nectaris al llarg de la vora occidental de Fecunditatis, amb l'àrea al llarg d'aquesta zona amb grabens arquejats. En la vora oriental de Fecunditatis hi ha el cràter Langrenus. A prop del centre queden els cràters interessants de Messier i Messier A.
Sinus Successus queda al llarg de la vora oriental del mar.